# Gustav Schmädel
Gustav Ritter von Schmädel (vor 1878 in München – nach 1902) war ein deutscher Theaterschauspieler, Sänger (Bass) und Opernregisseur.

## Leben
Schmädel begann seine Bühnenlaufbahn 1878 in Essen, war dann in Aachen (1880), Frankfurt (1881), Trier (1882), Sondershausen (1883) engagiert, wirkte von 1883 bis 1890 am Stadttheater in Straßburg, sodann in Aachen, Stettin, Augsburg und trat 1895 in den Verband des Hoftheaters in Neustrelitz, wo er bis mindestens 1902 als Opernregisseur und Bassist erfolgreich tätig war.
Sein gewandtes Spiel kam ihm sowohl in der Oper wie in der Operette zustatten, und besonders wurde sein Auftreten in fein-komischen Partien lobend anerkannt. So seien namentlich hervorgehoben: „Kellermeister“ (Undine), „Ritter aus Schwaben“ (Waffenschmied), „Czupan“ (Zigeunerbaron) etc.